# Pitcairnia bifrons
Pitcairnia bifrons là một loài thực vật có hoa trong họ Bromeliaceae. Loài này được (Lindl.) Read miêu tả khoa học đầu tiên năm 1970.

## Hình ảnh

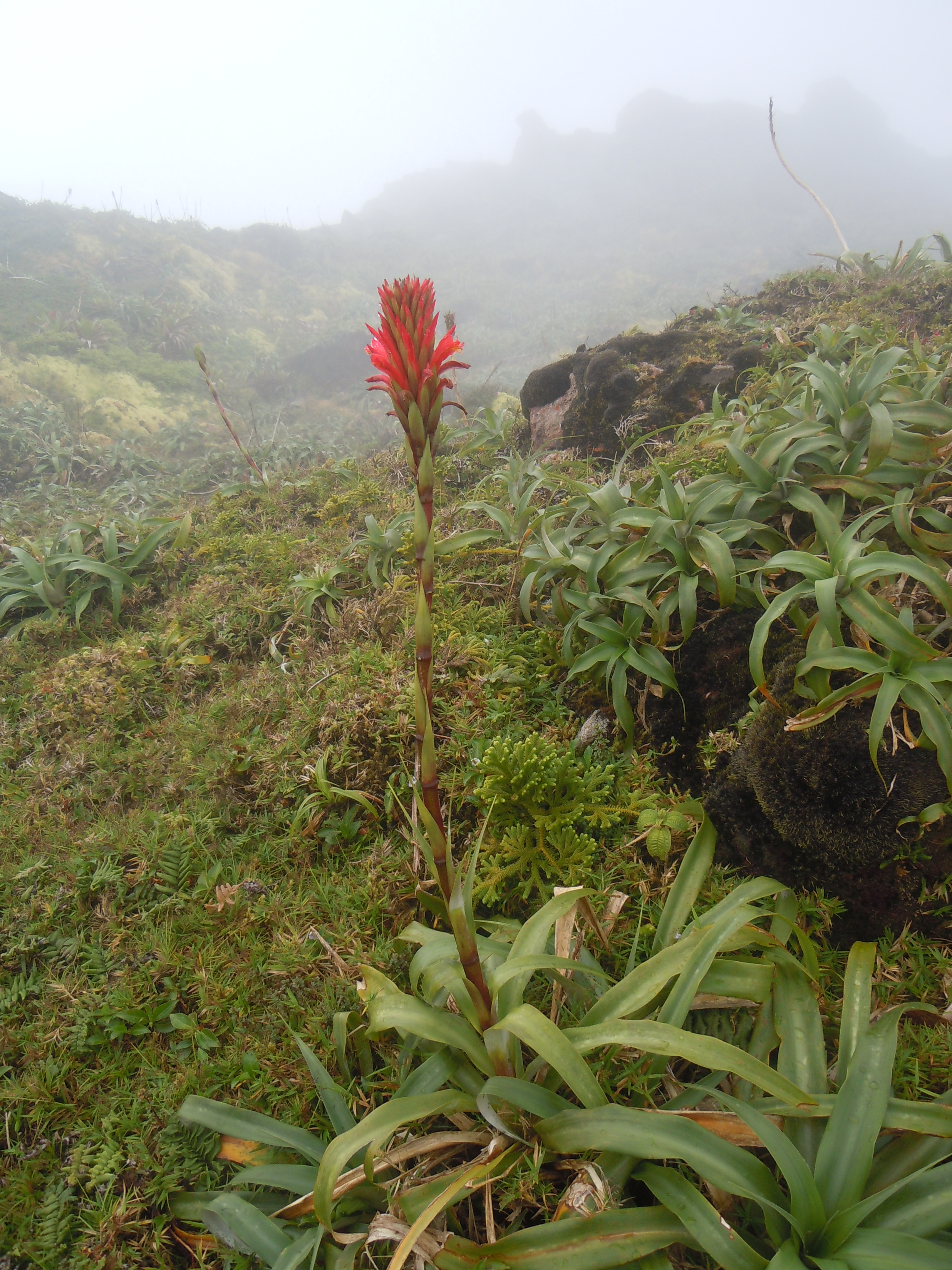
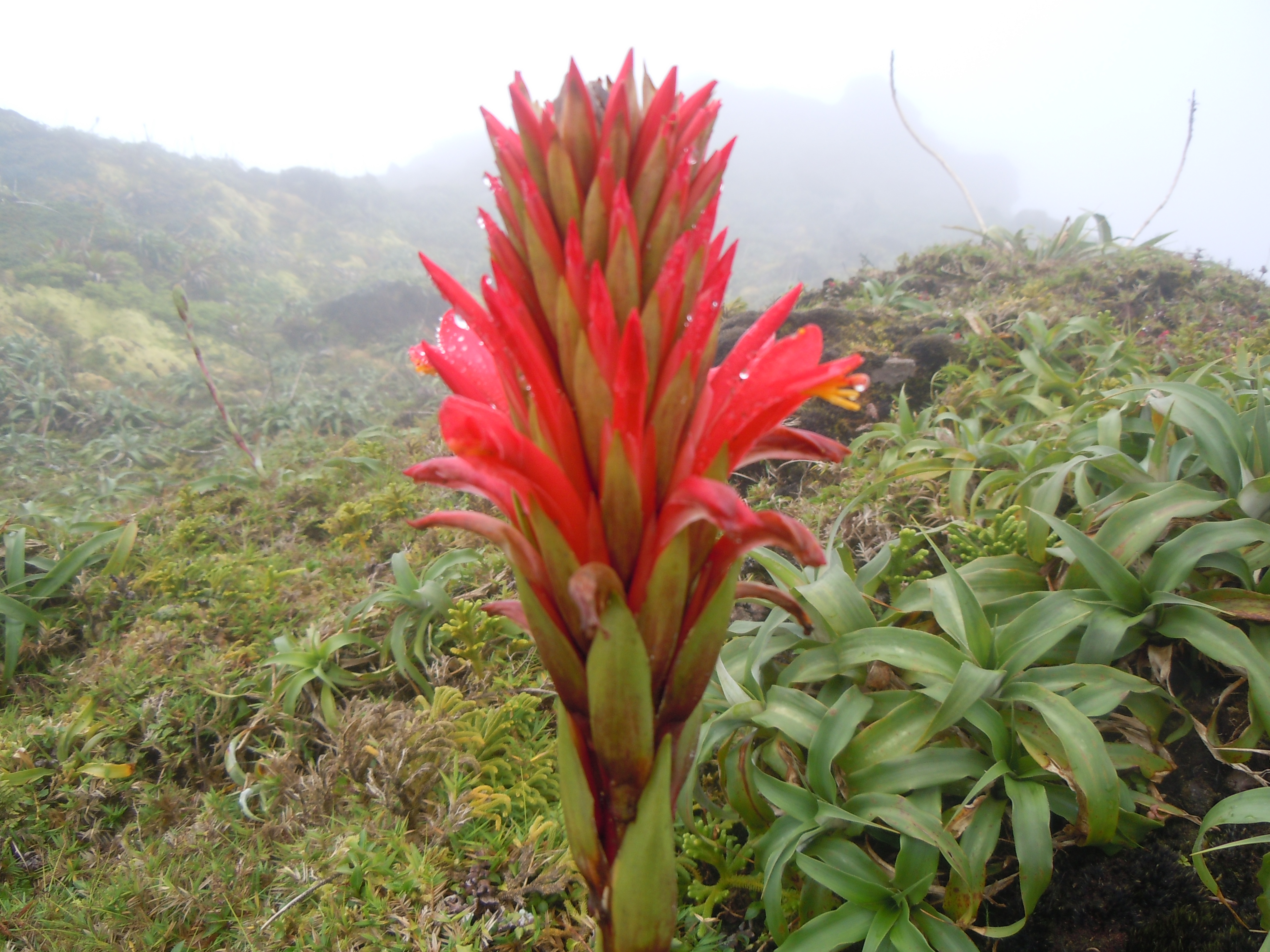
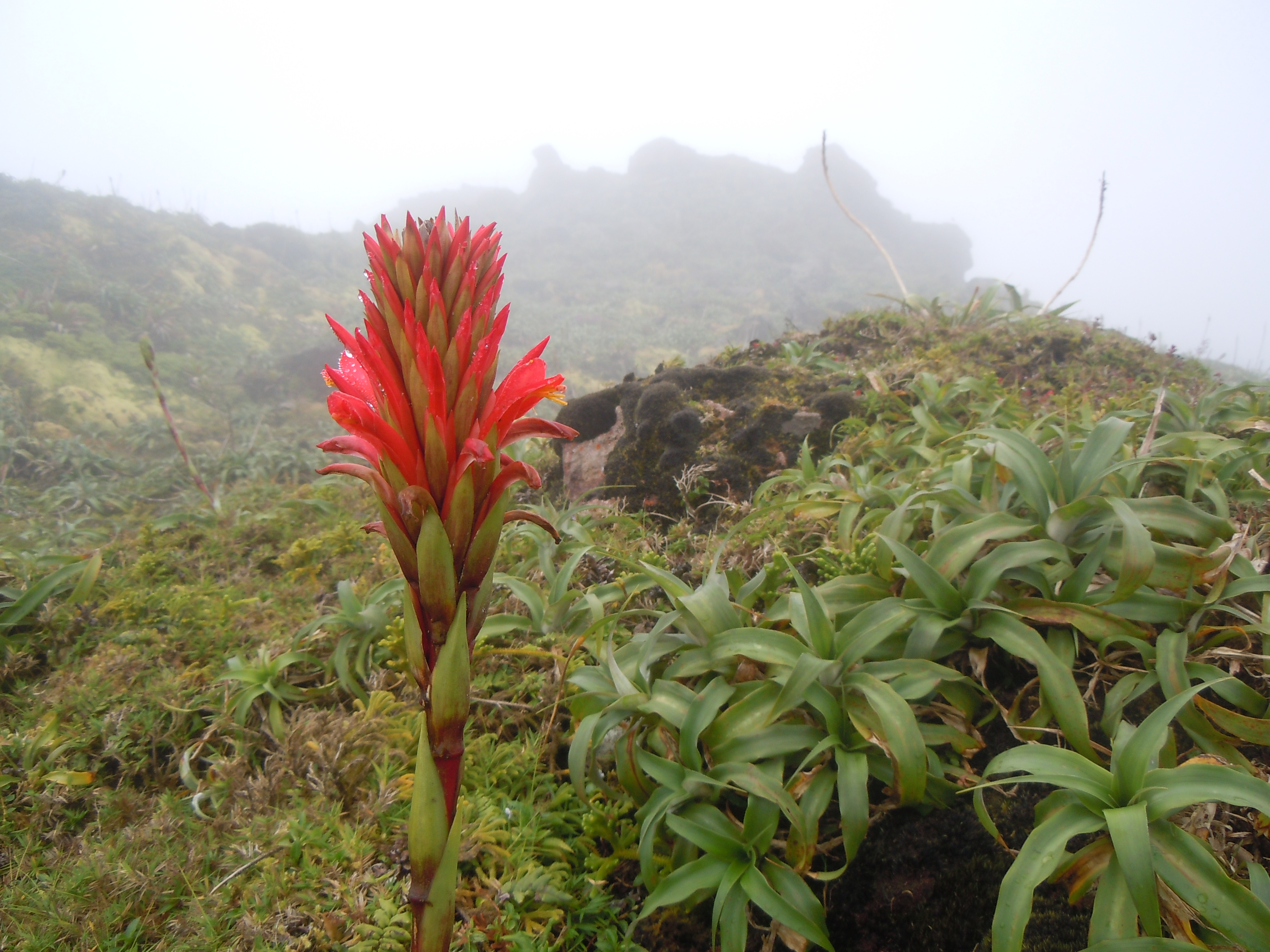
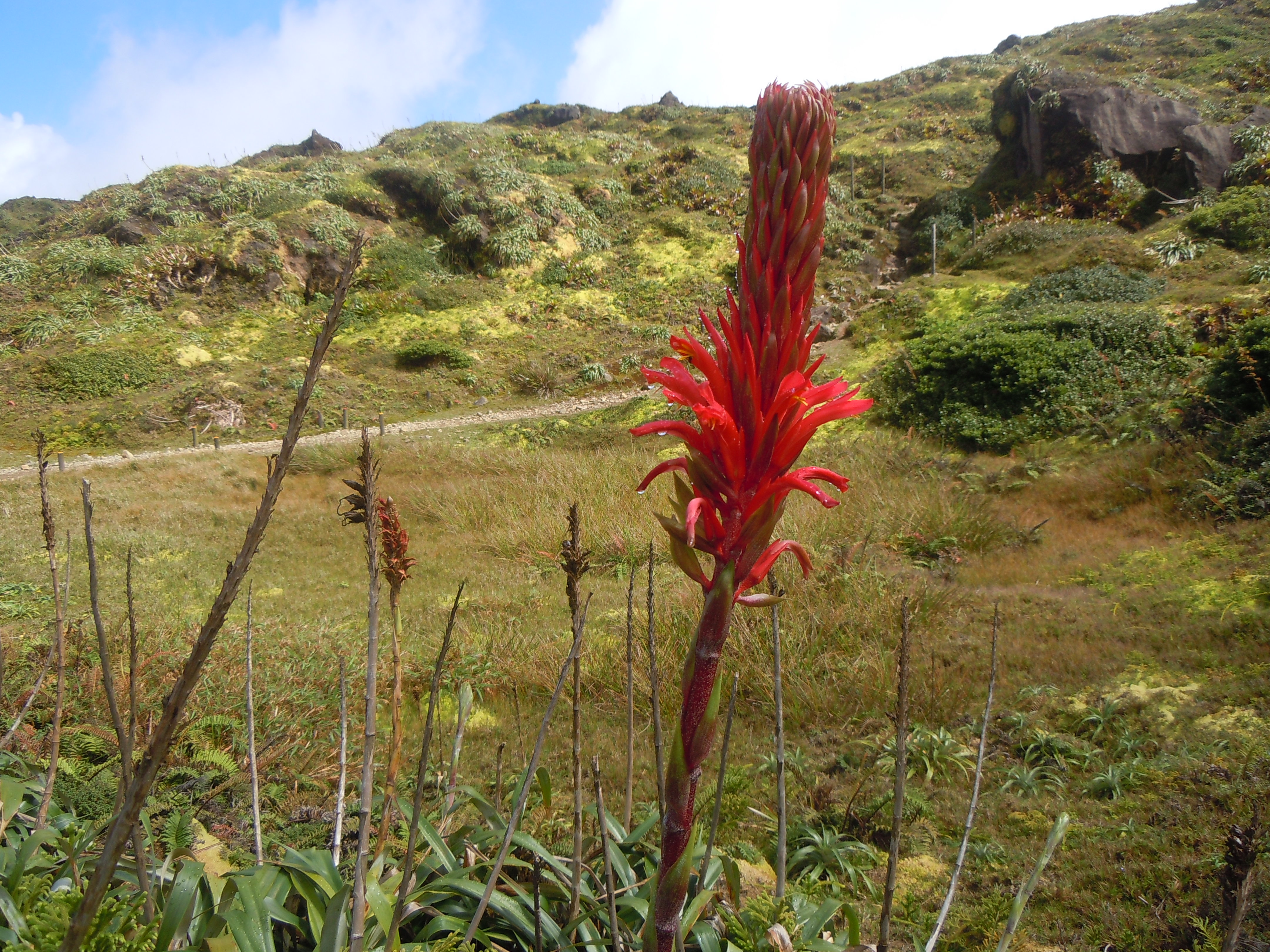